# Angel Has Fallen
Angel Has Fallen ist ein US-amerikanischer Actionthriller. Er ist der dritte Teil der „Has-Fallen“-Reihe nach Olympus Has Fallen (2013) und London Has Fallen (2016) und die inhaltliche Fortsetzung dieser Filme. Der Film wurde im August 2019 in den US-Kinos veröffentlicht.

## Handlung
Der Film spielt einige Jahre nach den Vorkommnissen in London Has Fallen. Seit diesen ist Mike Banning unter falschem Namen in ärztlicher Behandlung, was er jedoch seiner Frau Leah, seinen Kollegen beim Secret Service sowie dem Präsidenten der Vereinigten Staaten, Allan Trumbull, verschweigt. Aufgrund von Migräne, Schlafmangel und Wirbelsäulenschädigung ist er auf Medikamente angewiesen.
Bei einem Angelausflug von Trumbull kommt es zum Gespräch mit Banning über die mögliche Übernahme des Postens als Director des Secret Service, jedoch werden sie überraschend von ferngesteuerten Minidrohnen angegriffen. Nur Trumbull und Banning überleben schwerverletzt. Im Krankenhaus muss Banning feststellen, dass er von FBI-Agentin Helen Thompson des versuchten Mordes am Präsidenten beschuldigt wird. Es werden ein geheimer Ordner im Darknet und ein geheimes, von der russischen Staatsbank gespeistes Konto mit zehn Millionen Dollar gefunden. Beides legt eine Beteiligung Russlands an dem Anschlag nahe. Der Präsident liegt aufgrund des Angriffs im Koma, daher wird Vizepräsident Martin Kirby als amtierender Präsident vereidigt. Als Banning vom FBI in ein Bundesgefängnis überführt wird, werden die Fahrzeuge von den eigentlichen Drahtziehern via Hacking zum Stillstand gebracht, alle Bundesagenten liquidiert und Banning entführt. Durch seine Ausbildung bei den US Army Rangers und dem Secret Service kann er alle Entführer überwältigen. In einem erkennt er einen Mitarbeiter von Salient Global, einem privaten Sicherheits- und Militärunternehmen seines ehemaligen Kameraden und Waffenbruders Wade Jennings. Banning flüchtet in die Wälder von West Virginia, wo auch sein von ihm entfremdeter Vater Clay Banning, ein Vietnam-Veteran, lebt.
Clay, der während seiner Zeit als Tunnelratte in Vietnam hoch dekoriert wurde, lebt als Eremit, um mit einer Schreibmaschine seine Autobiographie zu verfassen und um zu vergessen, dass er seinen Sohn Mike und dessen Mutter alleine zurückgelassen hatte. Jennings’ Männer können herausfinden, wo Clay wohnt. Als sich die Terroristen nähern, flüchten Banning und sein Vater über einen geheimen Tunnel und zünden Sprengladungen, die alle Angreifer töten. Nachdem die beiden die Leichen und ihre Ausrüstung mit einer Nachricht in Clays Hütte platziert haben, teilen Vater und Sohn sich auf: Mike macht sich auf den Weg zum Krankenhaus, in dem Trumbull liegt, während er seinen Vater zu seiner restlichen Familie schickt, da er sich Sorgen um deren Sicherheit macht.
Aufgrund der sich mehrenden Fehlschläge wird Jennings von seinem Auftraggeber, Vizepräsident Kirby, instruiert, Banning umgehend zu töten. Jennings hat durch Rückschläge im Irak Aufträge verloren und kann sich nur noch mit kleineren Trainingsszenarien über Wasser halten. Mit einem von Kirby erdachten Angriffsplan gegen Russland könnte Jennings wieder Milliardenumsätze mit von Kirby genehmigten Aufträgen machen. Jennings Versuch, Leah und Lynne Banning entführen zu lassen, wird vom eintreffenden Clay vereitelt.
Bannings Informationen über Salient Global führen dazu, dass die Ermittler beginnen, an dessen Schuld zu zweifeln. Da Thompson selbst gegen Jennings im Irak ermittelt hatte, beschließt sie, einen Hausbesuch bei dem Unternehmen durchzuführen. Dort werden die FBI-Agenten von Jennings und einem seiner Mitarbeiter erschossen. Wegen dieser Aktion beschließt Jennings, das Land zu verlassen und vorher noch, entsprechend Kirbys Anweisung, den langsam erwachenden Trumbull zu töten.
Banning kann bis kurz vor die Intensivstation des Krankenhauses gelangen, in dem der Präsident behandelt wird. Dort lässt er sich unter der Bedingung, dass er vorher zum Präsidenten geführt wird, festnehmen. Im Beisein des Leiters des Secret Service, Director Gentry, und anderer Agenten bestätigt Trumbull, dass Mike derjenige war, der ihn gerettet hat. Während sich der Konvoi um Jennings nähert, überprüfen Banning und der Secret Service die Sicherheitsmaßnahmen im Krankenhaus mehrmals. Sie stellen fest, dass Computersysteme gehackt wurden, weshalb Gas und Sauerstoff ausströmen. Jennings plant, den Präsidenten mit dem ganzen Krankenhaus durch eine Explosion, die durch einen Kurzschluss ausgelöst wird, in die Luft zu jagen. Da die Marine One für eine Evakuierung zu lange brauchen würde, werden Fahrzeuge eingesetzt. Jennings kann die Kolonne mit seinem Team aufhalten. Während der Flucht in ein nahestehendes Bürogebäude explodiert das inzwischen evakuierte Krankenhaus.
Im Bürogebäude verbarrikadieren sich Banning und mehrere Secret Service Agents vor einem Eckbüro. In den Räumlichkeiten positionieren sich Trumbull und der bereits angeschossene Gentry. Nach einem wilden Feuergefecht kann Jennings mit dem Rest seines Teams die Tür zum Eckbüro erreichen. Sie erkennen eine List – Trumbull war nie in dem vom Secret Service beschützten Eckbüro. Da sich das Hostage Rescue Team des FBI und Einheiten der Nationalgarde auf dem Weg zu ihnen befinden, ordnet Jennings den Rückzug an. Banning kann den Fluchthubschrauber abschießen, anschließend tötet er Jennings.
Nach diesen Ereignissen weist Präsident Trumbull seinen Vizepräsidenten aus dem Weißen Haus, wo er vom FBI verhaftet wird. Clay zieht bei Mike, Leah und Lynne ein. Bei einem Gespräch zwischen dem genesenden Banning und Trumbull entschuldigt sich ersterer für das Verschweigen seiner ärztlichen Behandlung und seines Tablettenkonsums. Er befürchtete, deswegen entlassen zu werden, und bietet dem Präsidenten daher seine Kündigung an. Trumbull vergibt ihm und bietet ihm erneut die Stelle als Director des Secret Service an, die dieser annimmt.

## Produktion

### Entstehungsgeschichte
Am 28. Oktober 2016 wurde bekanntgegeben, dass sich dieser Film in der Entwicklung befand, wobei Gerard Butler seine Rolle erneut verkörperte und wiederum als Produzent des Films fungierte. Am 25. Juli 2017 wurde Ric Roman Waugh als Regisseur von Angel Has Fallen bekannt gegeben.

### Dreharbeiten
Die Dreharbeiten zu dem von Millennium Films, Campbell Grobman Films, Eclectic Pictures und G-Base produzierten Film begannen am 7. Februar 2018 im Vereinigten Königreich.

## Rezeption

### Kritik
Das Lexikon des internationalen Films beurteilt den Film als „oberflächliche[n] und überkonstruierte[n] Actionthriller, der mit den Diskussionen um private Sicherheitsdienste und russische Hacker vordergründig aktuelle Probleme thematisiert, im Kern aber nur auf Action und visuell spektakulären Bombast setzt.“

### Einspielergebnis
Der Film spielte an seinem Startwochenende 21,3 Millionen US-Dollar in den nordamerikanischen Kinos ein. Die weltweiten Einnahmen des Films betragen rund 146 Millionen US-Dollar. Das Produktionsbudget des Films belief sich auf 40 Millionen US-Dollar.